# Annabeth Gish
Anne Elizabeth Gish (Albuquerque, 13 marzo 1971) è un'attrice statunitense.

## Biografia
Figlia di Robert e Judy Gish, ha un fratello, Tim, e una sorella, Robin; sua nonna si chiamava Lillian, ma non aveva alcuna relazione con l'attrice del cinema muto Lillian Gish. È sposata con lo stuntman Wade Allen, conosciuto sul set della serie TV X-Files, dal quale ha avuto due figli: Cash Alexander (nato nel 2007) e Enzo Edward (nato nel 2008).
Debutta nel 1986 nel film Un fiore nel deserto; in seguito si fa notare in Mystic Pizza, al fianco dell'esordiente Julia Roberts. Negli anni seguenti prende parte a film come Wyatt Earp, Una cena quasi perfetta, Gli intrighi del potere, Beautiful Girls, Steel e Fuori di cresta. Nel 1999 recita al fianco di Ashley Judd in Colpevole d'innocenza. Nel 2001 entra nel cast di X-Files nel ruolo dell'agente speciale dell'FBI Monica Reyes, dopo l'annuncio di David Duchovny di voler lasciare la serie.
In seguito alla fine di X-Files prende parte ad alcuni episodi di West Wing - Tutti gli uomini del Presidente, interpretando Elizabeth Bartlet Westin. Nel 2010 compare nella serie TV di successo targata ABC FlashForward, nel ruolo di Lita. Nel 2011 prende parte alla miniserie TV Mucchio d'ossa, tratta dall'omonimo romanzo di Stephen King, in cui interpreta la parte di Johanna Noonan, moglie dello scrittore Mike Noonan, interpretato da Pierce Brosnan. Nel 2012 viene ingaggiata come membro del cast principale della serie The Bridge. Nel 2014 entra a far parte del cast della settima ed ultima stagione di Sons of Anarchy, nel ruolo del nuovo sceriffo.

## Filmografia

### Cinema
- Un fiore nel deserto (Desert Bloom), regia di Eugene Corr (1986)
- Hiding Out, regia di Bob Giraldi (1987)
- Mystic Pizza, regia di Donald Petrie (1988)
- Shag - L'ultima follia (Shag), regia di Zelda Barron (1989)
- Coupé de ville, regia di Joe Roth (1990)
- Silent Cries, regia di Anthony Page (1993)
- Wyatt Earp, regia di Lawrence Kasdan (1994)
- Una cena quasi perfetta (The Last Supper), regia di Stacy Title (1995)
- Gli intrighi del potere - Nixon (Nixon), regia di Oliver Stone (1995)
- Beautiful Girls, regia di Ted Demme (1996)
- Senso di colpa (Mayday - Flug in den Tod), regia di Chris Bould (1997)
- Steel, regia di Kenneth Johnson (1997)
- Fuori di cresta (SLC Punk!), regia di James Merendino (1998)
- Colpevole d'innocenza (Double Jeopardy), regia di Bruce Beresford (1999)
- Pursuit of Happiness, regia di John Putch (2001)
- Morning, regia di Ami Canaan Mann (2001)
- Avventura nello spazio (Race to Space), regia di Sean McNamara (2001)
- Mai dire sempre (Buying the Cow), regia di Walt Becker (2002)
- Knots, regia di Greg Lombardo (2004)
- Gillery's Little Secret, regia di T.M. Scorzafava – cortometraggio (2006)
- La profezia di Celestino (The Celestine Prophecy), regia di Armand Mastroianni (2006)
- Mojave Phone Booth, regia di John Putch (2006)
- The Letter, regia di Lisa Robertson – cortometraggio (2010)
- The Chaperone - In gita per caso (The Chaperone), regia di Stephen Herek (2011)
- Commerce, regia di Lisa Robertson – cortometraggio (2011)
- Le paludi della morte (Texas Killing Fields), regia di Ami Canaan Mann (2011)
- Home Run Showdown, regia di Oz Scott (2012)
- Somnia (Before I Wake), regia di Mike Flanagan (2016)
- Tempo limite (Term Life), regia di Peter Billingsley (2016)
- All Summers End, regia di Kyle Wilamowski (2017)
- Charlie Says, regia di Mary Harron (2018)
- Rim of the World, regia di McG (2019)
- The Warrant, regia di Brent Christy (2020)
- Butter's Final Meal, regia di Paul A. Kaufman (2020)
- Gone Mom: The Disappearance of Jennifer Dulos, regia di Gail Harvey (2021)
- All Fun and Games, regia di Ari Costa e Eren Celeboglu (2023)

### Televisione
- Disneyland – serie TV, episodio 31x02 (1986)
- Se non è uno sconosciuto (When He's Not a Stranger), regia di John Gray – film TV (1989)
- Un difficile addio (The Last to Go), regia di John Erman – film TV (1991)
- Lady Against the Odds, regia di Bradford May – film TV (1992)
- Rossella (Scarlett), regia di John Erman – miniserie TV (1994)
- Courthouse – serie TV, 11 episodi (1995)
- Chicago Hope – serie TV, episodio 2x13 (1996)
- Non guardare indietro (Don't Look Back), regia di Geoff Murphy – film TV (1996)
- Gli occhi dell'amore (What Love Sees), regia di Michael Switzer – film TV (1996)
- True Women - Oltre i confini del West (True Women), regia di Karen Arthur – miniserie TV (1997)
- La rinascita di Karen (To Live Again), regia di Steven Schachter – film TV (1998)
- Il cuore di una mamma (God's New Plan), regia di Michael Switzer – film TV (1999)
- Different - Un grande sogno nel cassetto (Different), regia di Paul Wendkos – film TV (1999)
- L'amore prima di tutto (Sealed with a Kiss), regia di Ron Lagomarsino – film TV (1999)
- Le note dell'amore (The Way She Moves), regia di Ron Lagomarsino – film TV (2001)
- X-Files (The X-Files) – serie TV, 26 episodi (2001-2018)
- La forza della vita (A Death in the Family), regia di Gilbert Cates – film TV (2002)
- West Wing - Tutti gli uomini del Presidente (West Wing) – serie TV, 6 episodi (2003-2006)
- CSI: Miami – serie TV, episodio 2x21 (2004)
- Life on Liberty Street, regia di David S. Cass Sr. – film TV (2004)
- Detective, regia di David S. Cass Sr. – film TV (2005)
- Desperation, regia di Mick Garris – film TV (2006)
- Le candele brillavano a Bay Street (Candles on Bay Street), regia di John Erman – film TV (2006)
- Brotherhood - Legami di sangue (Brotherhood) – serie TV, 29 episodi (2006-2008)
- Of Murder and Memory, regia di David Wellington – film TV (2008)
- The Cleaner – serie TV, episodio 1x03 (2008)
- Criminal Minds – serie TV, episodio 5x14 (2010)
- Patricia Cornwell - A rischio (At Risk), regia di Tom McLoughlin – film TV (2010)
- FlashForward – serie TV, episodi 1x18-1x20-1x22 (2010)
- Lie to Me – serie TV, episodio 3x11 (2011)
- Against the Wall – serie TV, episodio 1x02 (2011)
- Mucchio d'ossa (Bag of Bones), regia di Mick Garris – miniserie TV (2011)
- Pretty Little Liars – serie TV, 9 episodi (2011-2015)
- CSI - Scena del crimine (CSI: Crime Scene Investigation) – serie TV, episodi 12x09-12x11-12x12 (2011-2012)
- Americana, regia di Phillip Noyce – film TV (2012)
- A Mother's Nightmare, regia di Vic Sarin – film TV (2012)
- C'era una volta (Once Upon a Time) – serie TV, episodio 2x07 (2012)
- Parks and Recreation – serie TV, episodio 5x17 (2013)
- The Bridge – serie TV, 18 episodi (2013-2014)
- Tradimenti (Betrayal) – serie TV, episodio 1x11 (2014)
- Parenthood – serie TV, episodio 5x22 (2014)
- Sons of Anarchy – serie TV, 10 episodi (2014)
- Scandal – serie TV, 3 episodi (2016)
- Rizzoli & Isles – serie TV, 4 episodi (2016)
- The Haunting – serie TV, 6 episodi (2018)
- FreeRayshawn – serie TV, 8 episodi (2020)
- Midnight Mass, regia di Mike Flanagan – miniserie TV (2021)
- Barry – serie TV, episodi 3x04-3x05 (2022)
- Mayfair Witches – serie TV, 5 episodi (2023)
- Succession – serie TV, episodio 4x06 (2023)
- La caduta della casa degli Usher (The Fall of the House of Usher) – miniserie TV, puntata 1 (2023)
- Pretty Little Liars: Original Sin – serie TV, 7 episodi (2024)
- Lioness – serie TV, episodi 2x06-2x07 (2024)

## Doppiatrici italiane
Nelle versioni in italiano delle opere in cui ha recitato, Annabeth Gish è stata doppiata da:
- Laura Boccanera in Senso di colpa, Avventura nello spazio, Pretty Little Liars, The Bridge, Scandal
- Giò Giò Rapattoni in Somnia, Flaked, Midnight Mass, La caduta della casa degli Usher[2]
- Roberta Pellini in Fuori di cresta, Desperation, C'era una volta, Code Black
- Emilia Costa in The Haunting of Hill House, Storia di una madre. La scomparsa di Jennifer Dulos
- Alessandra Cassioli in CSI: Miami, CSI - Scena del crimine
- Barbara De Bortoli in True Women - Oltre i confini del West, Law & Order: Unità Speciale
- Claudia Catani in Mystic Pizza
- Giovanna Martinuzzi in Wyatt Earp
- Roberta Greganti in Una cena quasi perfetta
- Emanuela Rossi in Gli intrighi del potere
- Micaela Esdra in Beautiful Girls
- Isabella Pasanisi in Colpevole d'innocenza
- Cristina Boraschi in Mai dire sempre
- Cristina Giolitti in La profezia di Celestino
- Monica Ward in Le paludi della morte
- Roberta Paladini in Rossella
- Paola Majano in La rinascita di Karen
- Monica Gravina in X-Files
- Chiara Colizzi in Le candele brillavano a Bay Street
- Tiziana Avarista in Brotherhood - Legami di sangue
- Stefania Patruno in The Closer
- Laura Romano in Criminal Minds
- Irene Di Valmo in FlashForward
- Francesca Fiorentini in Mucchio d'ossa
- Chiara Gioncardi in Sons of Anarchy
- Selvaggia Quattrini in Rizzoli & Isles
- Marta Altinier in Charlie Says
- Giulia Franceschetti in Barry
- Sabrina Duranti in Succession
- Anna Cugini in Pretty Little Liars: Original Sin